# Teksid
Teksid est une holding industrielle, représentant la branche sidérurgique du groupe Fiat Chrysler Automobiles.
Longtemps spécialisée dans le seul domaine de l'acier et de la fonte, elle va très vite devenir un acteur majeur dans le domaine de l'aluminium et des alliages spéciaux. Elle a été fondée en 1978 et est basée à Carmagnole dans le Piémont.

## L'histoire de Teksid
Tout débute par la reprise des sociétés : Ferriere Piemontesi, Industrie Metallurgiche Torino et Ferriera di Buttigliera Alta (à Avigliana près de Turin), en 1917. Fiat S.p.A. s'assure ainsi la maîtrise de ses approvisionnements métallurgiques.
Pendant plus de soixante ans, au gré des évènements économiques italiens mais aussi mondiaux, le "Ferriere", comme on appelait la branche sidérurgique du groupe Fiat, travaillait, produisait et se développait sans aucune intervention extérieure, au point que seuls les spécialistes en connaissaient l'existence.
Le seul critère qui avait justifié la création de cette branche, sa rationalisation et son développement était la volonté de Fiat et de son fondateur, le sénateur Agnelli, de verticaliser la production, donc de tout fabriquer soi-même, même les machines-outils, afin de ne pas fournir d'informations à la concurrence (NDLA : il ne faut pas oublier que le sénateur Agnelli était de formation militaire).
La plus grande préoccupation des dirigeants de l'époque était également la sécurité des approvisionnements, très hasardeux durant cette période difficile de l'entre-deux-guerres.
La situation évolue grandement dès les années 1960/70, le marché mondial de l'acier change au point que la stratégie de verticalisation devient désuète.
Le groupe Fiat détache la branche sidérurgique de son activité de base pour en faire une société autonome ouverte à la concurrence. C'est ainsi que le 1er janvier 1978 nait Teksid S.p.A., qui comprend quatre divisions opérationnelles : Aciéries, Fonderies, Transformation et Équipements. Parmi ses productions, figurent au catalogue les ressorts, les tubes, les produits réfractaires pour usages industriels. À la même époque et jusqu'à la fin des années 1980, toute la sidérurgie européenne se restructure ; en Italie il est décidé de concentrer sous la tutelle d'Italsider, holding d'État, une grande partie des activités sidérurgiques du pays, pour en faire un des majors mondiaux.
En 1982, toutes les activités aciers spéciaux, produits sidérurgiques longs, le laminage à froid des aciers inoxydables et standards, seront repris par le groupe Finsider, qui couvre Italsider. Teksid se concentrera désormais au domaine de la fonte, de l'aluminium et des composants en acier.
En 1985, Teksid déclare un chiffre d'affaires de plus de 800 milliards de Lires, avec 8 000 salariés. Sa production est destinée à Fiat, sa maison mère en particulier avec 77 % du total.
À cette époque, Teksid ne détient qu'une seule société à l'étranger, la FMB au Brésil, qui produit dans ses deux usines de Betim, de la fonte et de l'aluminium, destinés principalement aux usines locales de Fiat. Mais déjà à partir de cette année-là, Teksid comptera parmi ses clients Chrysler et General Motors qui prendront petit à petit une grande importance.
Dès la fin de 1986, afin de renforcer sa présence en Amérique du Nord, et satisfaire à la demande croissante de ses clients, Teksid crée une nouvelle unité de production locale et crée Teksid Aluminum Foundry Corp. qui débutera la production en juin 1987 de têtes de culasses en aluminium pour les nouveaux modèles General Motors-Oldsmobile et peu après Ford.
En Europe, Teksid poursuit son développement et en 1992 crée Teksid Poland pour alimenter les usines Fiat polonaises.
En 1994 Teksid rachète 30 % du capital de Chever Dokum Sanai S.A., dont l'usine de Smirne en Turquie produit de l'aluminium. Teksid rachète également la société canadienne Meridian Technologies Inc., spécialisée dans la production de produits en magnésium.
En 1995, Teksid et le mexicain Quimmco, afin de satisfaire les demandes importantes du marché américain, décident de construire ensemble une nouvelle unité de production de fonte à Frontera, pour les véhicules industriels. C'est ainsi qu'été créée Teksid Hierro de México.
À la fin de cette même année, un second accord entre Teksid et Quimmco, permet la création d'une nouvelle unité de fonderie mais destinée aux produits en aluminium : Teksid Aluminio de México.
Teksid rachète la société Peraro For Srl. de Rovigo (Nord Est de l'Italie) qui devient Teksid For, spécialisée dans les produits en fonte pour les véhicules lourds.
Au mois de mai 1996, Teksid se développe en Chine et signe un accord pour la création d'une coentreprise 50/50 avec Yuejin Motor Group, pour la production locale de produits en fonte grise et sphéroïdale. C'est également en mai 1996 que sont inaugurées les nouvelles usines mexicaines de fonte et aluminium.
En 1997, Teksid crée Nanjing Teksid Aluminium Foundry en Chine.
En 1998, Teksid Argentina - Fonderie aluminium installée à San Agustin, à 70 km de Cordoba, est créée afin de compléter l'offre Teksid sur le marché argentin.
En 1998, Teksid crée une coentreprise avec Saic et YMC, deux sociétés chinoises, pour la réalisation, à Zhenjiang, d'une fonderie de fonte : Hua Dong Teksid Automotive Foundry.
Teksid, qui a décidé de se focaliser sur son cœur de métier cède, en 1998, toutes ses activités du secteur acier.
En 1999, Teksid signe une reprise importante en France avec le rachat de toutes les activités de Renault dans les fonderies fonte et aluminium. Teksid reprend donc 6 établissements français : 2 fonderies de fonte et 3 d'aluminium situées en France plus une fonderie de fonte au Portugal. En octobre 1999, Teksid décide de réaliser à Sylacauga en Alabama, une nouvelle fonderie d'aluminium, qui réalisera des têtes de culasse et des blocs moteurs en loast foam pour General Motors.
Au cours du 2e semestre 2000, Teksid cède Teksid For.
Au 2e semestre 2002 la division Business Alluminio est sortie du groupe.
En mars 2007 la division Business Magnesio est sortie du groupe.
Aujourd'hui, Teksid possède 7 établissements dans le monde : 4 en Europe, 1 en Amérique du Sud, 1 en Amérique Centrale et 1 en Chine.
Teksid a un chiffre d'affaires de 900 millions de $ US et 7 000 salariés.